# اچ‌ام‌اس سیوورمن (سور)
اچ‌ام‌اس سیوورمن (سور) (به انگلیسی: HMS Sjöormen (Sor)) یک زیردریایی است که طول آن ۵۰٫۵ متر (۱۶۵ فوت ۸ اینچ) می‌باشد. این زیردریایی در سال ۱۹۶۷ ساخته شد.